# Anthaxia wallowae
Anthaxia wallowae är en skalbaggsart som beskrevs av Jan Obenberger 1942. Anthaxia wallowae ingår i släktet Anthaxia och familjen praktbaggar. Inga underarter finns listade i Catalogue of Life.